# Nicole Powell
Nicole Kristen Powell (* 22. Juni 1982 in Sierra Vista, Arizona, Vereinigte Staaten) ist eine ehemalige professionelle Basketball-Spielerin und derzeitige College-Basketballtrainerin. Zuletzt spielte sie in der Saison 2014 sie für die Seattle Storm in der Women’s National Basketball Association.

## Karriere

### College
Nicole Powell spielte bis 2004 für das Damen-Basketballteam der Stanford University. Während ihrer Zeit am College brach Powell mehrere Rekorde und wurde unter anderem auch dreimal zum All-American gewählt.

### WNBA (2004 bis 2014)
Nicole Powell wurde im WNBA Draft 2004 von den Charlotte Sting an der insgesamt dritten Stelle ausgewählt. Sie spielte 31 Mal für die Sting in der Saison 2004, jedoch stand sie dabei nie in der Startformation und auch ihrer Spielzeit hielt sich mit 12,4 Minuten pro Spiel in Grenzen.
Am 3. März 2005 wurde sie zu den Sacramento Monarchs transferiert. In Sacramento stand sie in allen 34 Saison-Spielen in der Startformation. Des Weiteren bekam sie mit 29,1 Minuten pro Spiel deutlich mehr Spielzeit als in ihrer ersten Saison. Dadurch verbesserte sie ihren Punkteschnitt von 4,3 auf 10,7 Punkte pro Spiel. Durch diese klare Leistungssteigerung wurde sie auch zum WNBA Most Improved Player ernannt. Diese Auszeichnung wurde in dieser Saison nur mehr durch den Gewinn der Meisterschaft mit den Monarchs übertroffen. In der Saison 2006 sank ihre Spielzeit und somit ihr Punkteschnitt etwas, trotzdem stand sie in jedem Spiel von Beginn an auf dem Feld und gehörte auch in dieser Saison zu den Schlüsselspielerinnen der Monarchs. Jedoch schaffte sie es nicht mit den Monarchs den Titel zu verteidigen. Die Saison 2007 war die statistisch gesehen die beste bis jetzt von Powell. Mit einer Spielzeit von 29 Minuten pro Spiel kam sie auf einen beachtlichen Punkteschnitt von 12,8 Punkten pro Spiel. Mit 1,4 Steals und 5,6 Rebounds pro Spiel stellte sie auch in diesen beiden Kategorien eine neue persönliche Bestleistung auf. Auch in der Saison 2008 konnte sie sich weiter steigern doch der große Erfolg mit den Monarchs blieb erneut aus. In der Saison 2009 erzielte sie mit einem Schnitt von 16,7 Punkten pro Spiel eine neue persönliche Saison-Bestleistung. Da Lisa Leslie aufgrund einer Verletzung am All-Star Game nicht teilnehmen konnte, wurde sie für Leslie nachnominiert und kam so zu ihrem ersten Einsatz bei einem All-Star Game.
Obwohl Powell eine äußerst gute Saison spielte, blieb der mannschaftliche Erfolg erneut aus und die Monarchs stellten am Ende der Saison den Spielbetrieb ein. Powell wurde am 14. Dezember beim Dispersal Draft von den New York Liberty unter Vertrag genommen. Dort spielt sie drei Saisons. Nachdem sie zu Beginn immer in der Startformation der Liberty stand, reduziert sich diese Anzahl in der letzten Saison auf nur noch 21 Berücksichtigungen in der Startformation. Sie erreichte in New York zu keinem Zeitpunkt die statistischen Werte, die sie in Sacramento erzielte. Die Saison 2013 bestritt Powell für die Tulsa Shock. Auch dort sanken ihre statistischen Werte weiter. Ihre vorerst letzte Saisons bestritt sie im Jahr 2014 für das Team der Seattle Storm. Wie in ihrer allerersten WNBA-Saison stand sie dabei nie in der Startformation des Teams und kam im Schnitt nur 13 Minuten pro Spiel zum Einsatz.

### Europa
Für einige Jahre war sie auch für Vereine in Europa aktiv.